# 阳春耳草
阳春耳草（学名：Hedyotis yangchunensis）为茜草科耳草属下的一个种。

## 扩展阅读
- 維基物種上的相關：阳春耳草